# Other People's Lives
«Other People's Lives» es el cuarto sencillo de la banda Modest Mouse. Fue grabado en 1997 y lanzado en 1998. El sencillo contiene "Other People's Lives" en el lado-A, y "Grey Ice Water" en el lado-B. Ambas canciones luego aparecerían en la compilación Building Nothing Out of Something, luego fueron dejadas olvidadas en algún lugar.

## Fecha de lanzamiento
Hay reportes de conflictos sobre el lanzamiento de este sencillo, ambos de la página oficial de Up Records. La página oficial de Modest Mouse dice que el sencillo fue lanzado en 1997 pero el enlace del CD dice que fue lanzado en 1998. Al parecer, la mayoría de las páginas oficiales dicen que fue lanzado en 1998.

## Lista de canciones
Las siguientes canciones aparecieron en el sencillo:
1. «Other People's» Lives – 7:10
2. «Grey Ice Water» – 5:07

- «Grey Ice Water» contiene coros de Nicole Johnson.